# Dyltaån

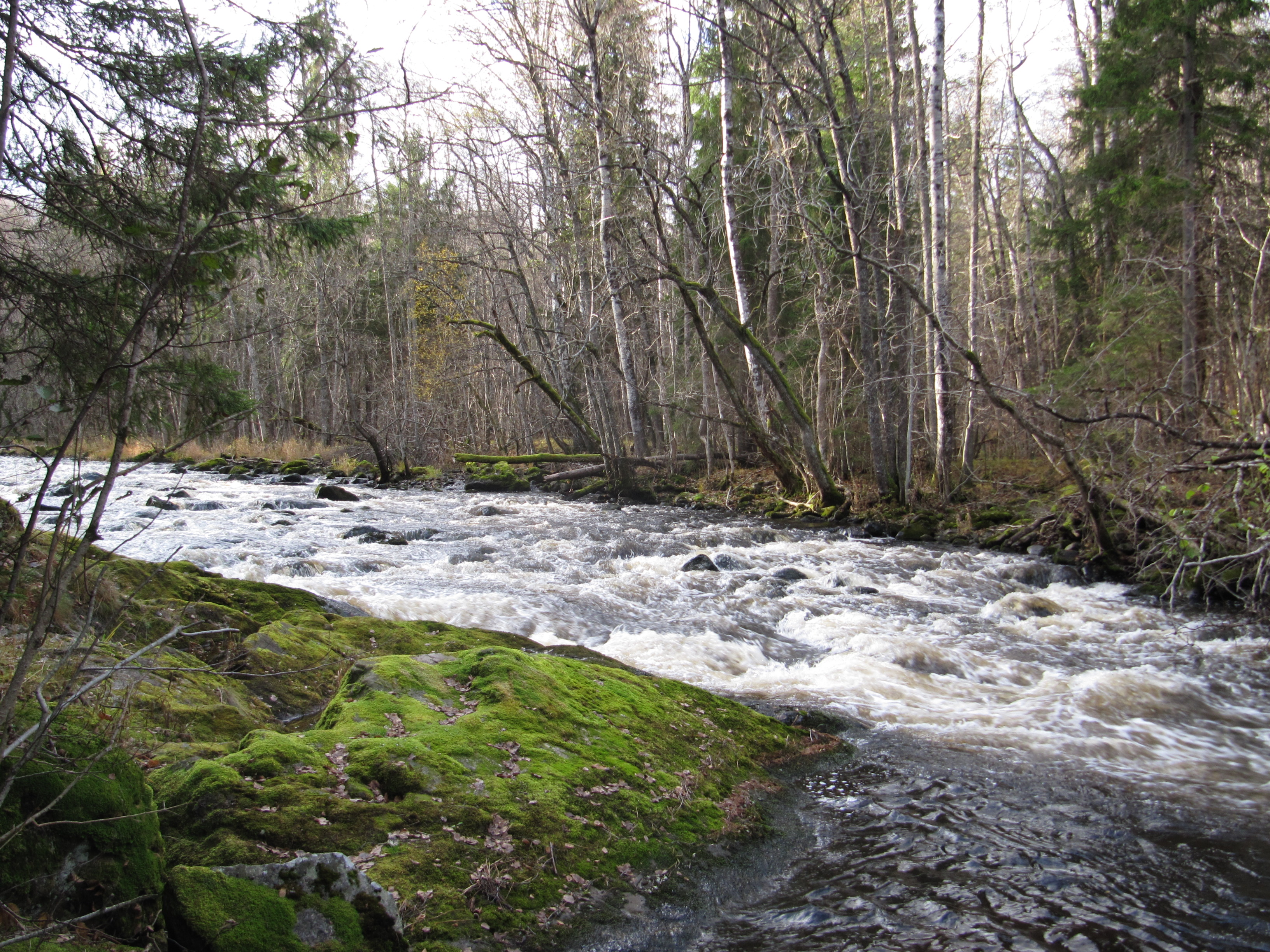
Långforsen i Järleåns naturreservat.

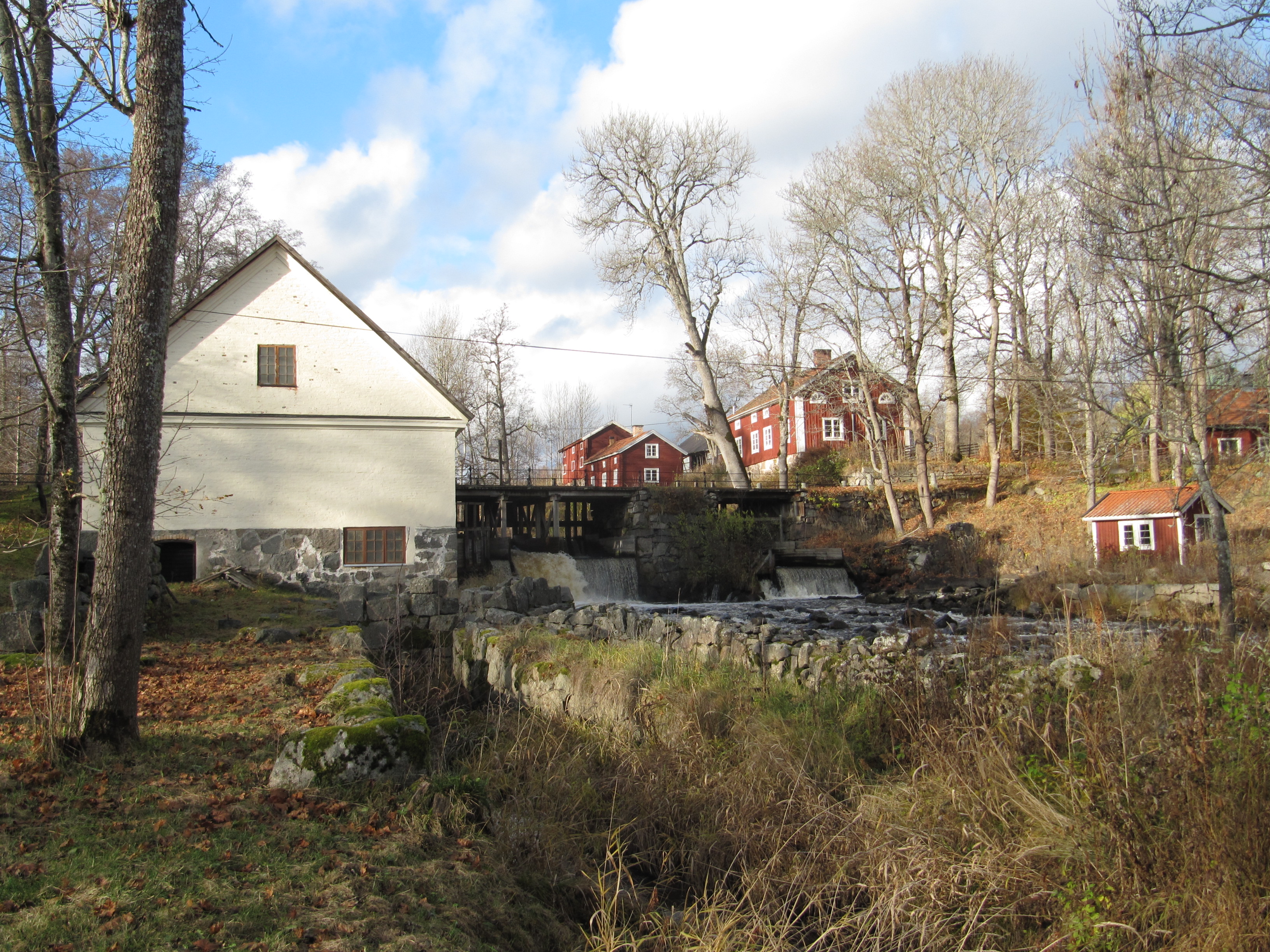
Järleån vid Järle, Nora kommun.

Dyltaån, eller Järleån, är en å i gränstrakterna mellan Närke och Västmanland, i Arbogaåns flodområde. Längden är omkring 25 km, inklusive källflöden 104 km. Ån har sina källor i Hällefors kommun i nordvästra Västmanland. 
Den egentliga Dyltaån börjar efter Norasjön i Nora kommun, strömmar först österut, förbi Hammarby och sedan rakt söderut förbi Järle. De sex kilometrarna uppströms Järle rinner ån genom Järleåns naturreservat. På sträckan mellan byarna Bondebyn och Flåten utgör ån kommungräns mellan Nora och Örebro. Därefter går den helt i Örebro kommun, men utgör då istället landskapsgräns mellan Närke och Västmanland. Slutligen viker Dyltaån åter åt öster, förbi Dylta kvarn och Ervalla station, för att slutligen mynna i sjön Väringen.

## Järle kanal
Huvudartikel: Järle kanal
På 1600-talet fanns det planer att med en kanal förbinda Dyltaån med Hjälmaren, via sjön Lången. Avsikten var att underlätta transporter av järn från Bergslagen.

## Platser som ån passerar
- Hammarby
- Järleåns naturreservat
- Järle, Nora kommun
- Järle, Örebro kommun
- Axbergshammars herrgård
- Järnvägen Örebro - Frövi